# 피터 레어드

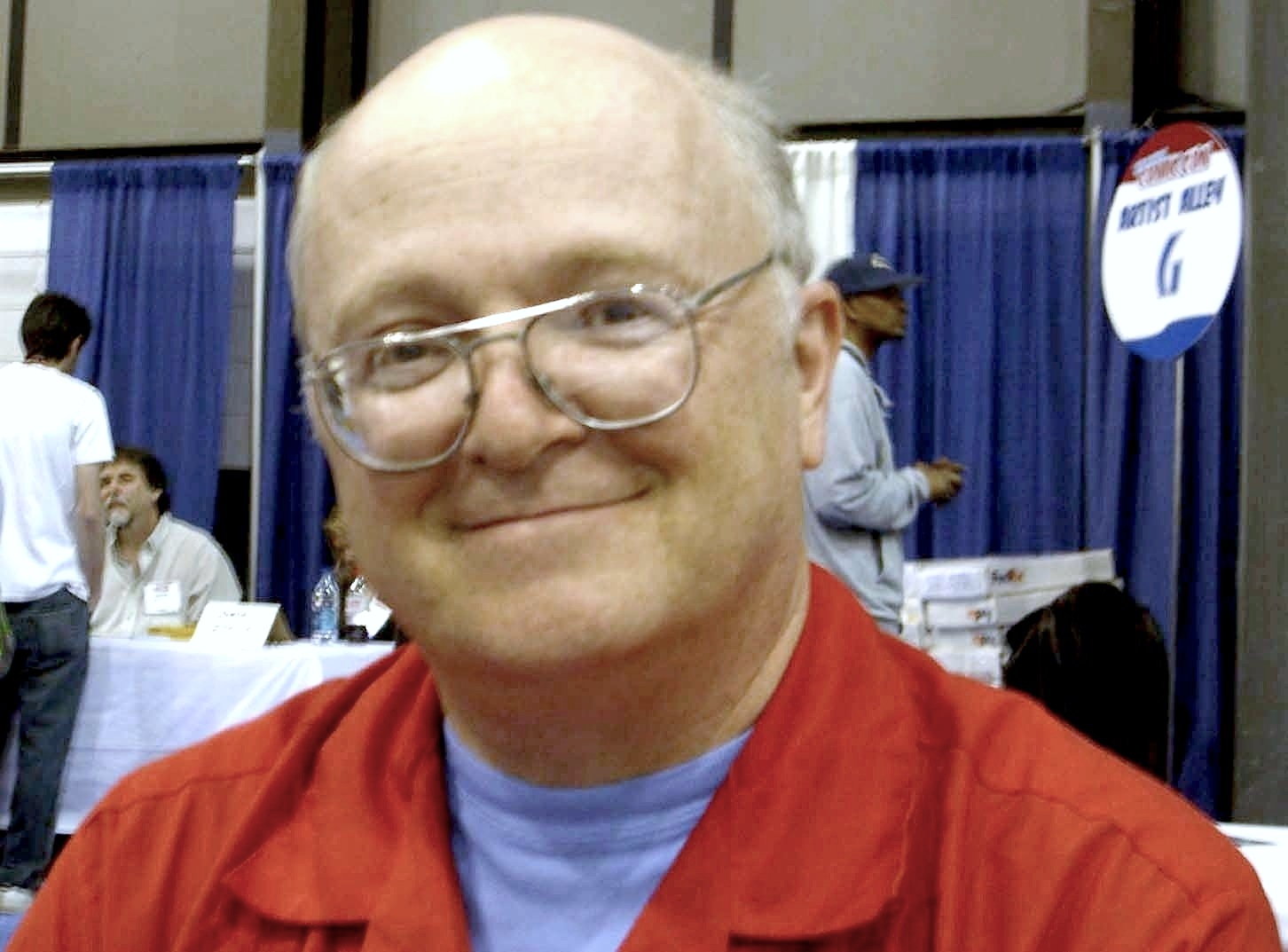
피터 레어드

피터 앨런 레어드(영어: Peter Alan Laird, 1954년 1월 27일 ~ )은 미국의 만화가이다. 케빈 이스트먼과 함께 《닌자 거북이》를 만든 것으로 잘 알려져 있다.